# رونان (ترانه)
«رونان» (به انگلیسی: Ronan) ترانه‌ای از هنرمند اهل ایالات متحده آمریکا تیلور سوئیفت است.